# Großhofen
Großhofen – gmina w Austrii, w kraju związkowym Dolna Austria, w powiecie Gänserndorf. Według Austriackiego Urzędu Statystycznego liczyła 86 mieszkańców (1 stycznia 2014) i jest tym samym najmniejszą gminą kraju związkowego.